# Procladius prolongatus
Procladius prolongatus är en tvåvingeart som beskrevs av Roback 1971. Procladius prolongatus ingår i släktet Procladius och familjen fjädermyggor. Inga underarter finns listade i Catalogue of Life.